# トラッキー (カリフォルニア州)
トラッキー（英: Truckee）は、アメリカ合衆国カリフォルニア州中部ネバダ郡の町である。人口は1万6729人（2020年）で、ネバダ郡最大の自治体である。

## 町名の由来
トラッキーという名前はパイユート族インディアンの酋長の名前であり、部族の間での呼び名はトラ・キ・ゾ（Tru-ki-zo）だった。トラッキー酋長はウィネマッカ酋長の父、サラ・ウィネマッカの祖父だった。シエラネバダ山脈を越えてきた最初のヨーロッパ人がこの部族に遭遇した。友好的なトラッキー酋長はそのヨーロッパ人達にむかって馬で進みながら「トロ・ケイ」と叫んだ。これは「全てが良好」という意味のパイユート語だった。旅人たちはそうとも知らずにそれを酋長の名前だと思った。トラッキー酋長は後にジョン・C・フレモントのガイドを務めた。

## 歴史

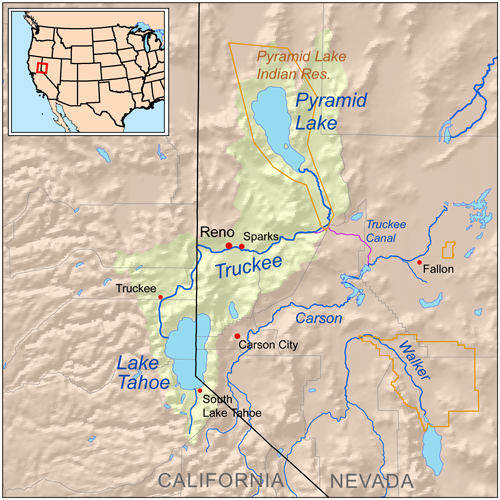
トラッキーとトラッキー川、ピラミッド湖周辺の地図

### 前史
タホ湖からトラッキー川が流れ出し、北東に約160km進んでネバダ州とユタ州に跨る乾燥したグレートベースンの境に至り、ピラミッド湖に入る。この水源はインディアンにとって自然の、季節により変化する通路となった。トラッキー川の地域に一年中住んだと考えられる特定の部族はいないが、ワショー族が現在のカーソンシティを中心とする広大な領土を支配した。ただし、ショショーニ族とパイユート族も住んでいた（現在パイユート族居留地がピラミッド湖を含んでいる）。これらの部族はこの地域のインディアン旅行者の主流であったと考えられている。アメリカ国道89号線沿いにトラッキー川の直ぐ北にあるホバートミルズにはネバダにおける行路によくある大きく、水平で、円形の岩面陰刻がある。この岩面陰刻の年代は結論が出て居らず、トラッキー川の西にある山の花崗岩板に彫られたものも同様である。しかし、それらの人工物はトラッキー地域全体で見つかっている多量の鏃同様、少なくとも数百年間にわたってインディアンが住んでいた証拠でもある。ユタやネバダ東部のショショーニ族とユト族および初期のフレモント族と同様、この近隣のインディアン部族人口は天候のサイクル、食料の変化、および病気や戦争の結果として1000年のあいだに変動した可能性がある。歴史家の中にはネバダ東部におけるフレモント族以前のインディアン文化が紀元前1万年に既にあったとする者がおり、トラッキー川があるシエラネバダ山脈東側はグレートベースンに面しているので、少なくとも紀元前3000年には狩猟採集型のインディアンが住んでいた可能性がある。ネバダやユタで見付けられた年代推定可能な住居跡がこの地域では見つかっていないので、これらの人々は純粋に遊牧民であった可能性がある。西部における近代史の展開と同様に、この地域でもヨーロッパ人開拓者が増加し、インディアンの人口は減っていった。1849年のゴールドラッシュは富を求める開拓者の数を急増させた（ただしトラッキー川の地域が開拓されるのは後の時代だった）。インディアンが最後にトラッキー川の地域を通過したのが何時かは分かっていないが、1850年代はその視認記録が残されている。
開拓者の誇りと傲慢の例として、ドナー隊の苦難はトラッキー地域で最も有名な歴史的事件である。1846年、イリノイ州を出発した開拓者の一団、当初はドナー・リード隊と呼ばれていたが現在ではドナー隊と呼ばれることの多いその集団が、行路で幾つかの事故やまずい決断の結果として、初秋に雪に閉じ込められた。伝統的なオレゴン・トレイルに比べて近道になるルートを何度か選択し、内部抗争もあり、ユタの塩湖平原を悲惨な状態で横切り、トラッキー川に近い峠を越えようとしたことで、全てが旅程の遅れに繋がった。最終的に季節には早い激しい吹雪に見舞われ、残っていた開拓者達は現在のドナー湖の縁で立ち止まらざるを得なくなった。そこはシエラネバダ山脈の花崗岩の頂部から約360m下であり、最終目的地のサクラメント近くサッター砦までは144kmの位置だった。ある時は残っていた荷車、牛および物資を運び、ある時はロープでそれらを引っ張り上げたが、凍るような気象条件と前人未踏の地であったために山脈を越えることが不可能と分かった。ドナー隊は意気阻喪し、物資も無くなってドナー湖の縁まで戻った。隊の一部は数マイル東のアルダー・クリーク宿営地にも戻った。その残酷な冬に向かっていく間に起こったことは飢えによって人肉食まで辿り着く悲惨な話となった。晩秋に15人の隊員が出来合いの雪靴でサッター砦に向かって出発したが、彼等も凍るような気象条件と道に不案内であったために遭難した。15人の中で7人のみが生き残り、6人は人肉食に供され、2人は行方知れずあるいは逃亡した。トラッキー川の宿営地に残っていた者達はリード隊に救われた。リード隊は、嫉妬による怒りからある男を殺した後、数か月前に隊から排除されていた結果としてドナー隊よりも先行していた。サッター砦にドナー隊の者が到着しないので、幾つかの救援隊を出発させた。当初87名いたドナー隊の中で、48名だけが生き残った。ドナー記念州立公園はこの開拓者達に献げられたものであり、ドナー湖東端にある。

### 鉄道開通
1869年、最初の大陸横断鉄道が開通し、トラッキーは鉄道町として成長した。この鉄道は現在もトラッキーの中心街を通り、シカゴからサンフランシスコに向かうアムトラックの旅客列車がここで停車している。
1886年、中国人との事業に関わるボイコットなど一連の運動の一部として、約1,400人の中国人居住者がトラッキーから追放された。
1891年、トラッキーで著名な法執行者であるジェイコブ・ティーターが仲間の法執行者ジェイムズ・リードとの激しい銃撃戦で殺された。

## 地理
トラッキーは北緯39度20分32秒 西経120度12分13秒 / 北緯39.34222度 西経120.20361度に位置する。アメリカ合衆国国勢調査局に拠れば、市域全面積は33.8平方マイル (87.7 km2)であり、このうち陸地は32.5平方マイル (84.3 km2)、水域は1.3平方マイル (3.4 km2)で水域率は3.87％である。水域の大半はタホ湖から唯一流出する川のトラッキー川である。

## 気候

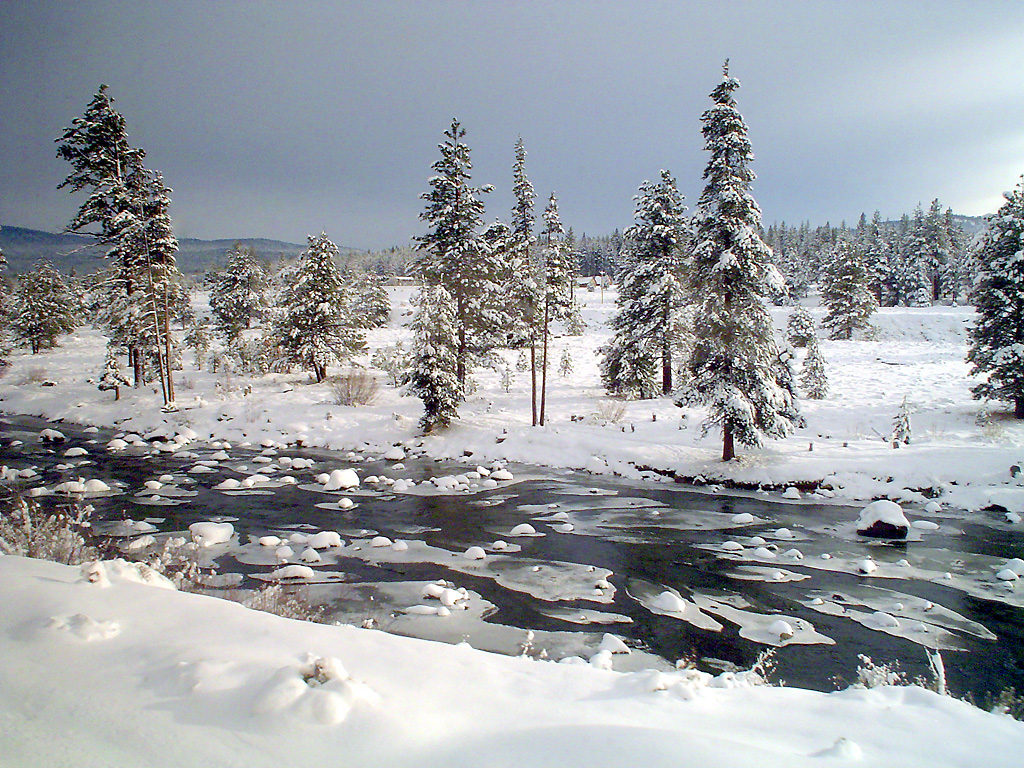
トラッキーの直ぐ東にあるトラッキー川

アメリカ国立気象局の統計に拠れば、トラッキーで最も暑い月は7月であり、平均最高気温は82.7  °F (28.2 ℃)、最低気温は42.4 °F (5.8 ℃) である。最も寒い月は1月であり、平均最高気温は40.9 °F (4.9 ℃)、最低気温は16.3 °F (−8.7 ℃) である。過去最高気温は2007年7月6日の104 °F (40 ℃)、最低気温は1962年2月27日の−23 °F (−30.6 ℃) である。気温が氷点下になることもある。年平均で90  °F (32.2 ℃) を超える日が8.4日あり、32  °F (0 ℃) を下回る日が228.4日、 0  °F (−17.8 ℃) を下回る日が6.0日ある。氷点になることは年間を通じて発生している。
平均年間降水量は30.85インチ (784 mm) である。0.01インチ (0.25 mm) 以上の計測可能な降水日は平均87.0日ある。月間降水量が最も多かったのは1986年2月の19.02インチ (483 mm) だった。24時間降水量が最も多かったのは1963年2月1日の5.21インチ (132 mm) だった。
平均年間降雪量は198.3インチ (503.7 cm) であり、アメリカ合衆国で5番目に雪の多い町になっている。月間降雪量が最も多かったのは 1982年12月の113.0インチ (287.0 cm) であり、24時間降雪量が最も多かったのは1990年2月17日の 34.0 インチ (86.4 cm) だった。
| トラッキーの気候                             | トラッキーの気候 | トラッキーの気候 | トラッキーの気候 | トラッキーの気候 | トラッキーの気候 | トラッキーの気候 | トラッキーの気候 | トラッキーの気候 | トラッキーの気候 | トラッキーの気候 | トラッキーの気候 | トラッキーの気候 | トラッキーの気候 |
| 月                                           | 1月              | 2月              | 3月              | 4月              | 5月              | 6月              | 7月              | 8月              | 9月              | 10月             | 11月             | 12月             | 年               |
| -------------------------------------------- | ---------------- | ---------------- | ---------------- | ---------------- | ---------------- | ---------------- | ---------------- | ---------------- | ---------------- | ---------------- | ---------------- | ---------------- | ---------------- |
| 最高気温記録 °C （°F）                       | 16 (61)          | 18 (65)          | 22 (72)          | 26 (79)          | 31 (88)          | 35 (95)          | 37 (99)          | 37 (99)          | 36 (96)          | 32 (90)          | 24 (75)          | 19 (67)          | 37 (99)          |
| 平均最高気温 °C （°F）                       | 4.9 (40.9)       | 7 (44.6)         | 9.3 (48.7)       | 12.9 (55.3)      | 18 (64.4)        | 23.3 (74.0)      | 28.2 (82.7)      | 27.9 (82.2)      | 23.9 (75.1)      | 17.8 (64.0)      | 9.4 (48.9)       | 5.1 (41.2)       | 15.7 (60.2)      |
| 平均最低気温 °C （°F）                       | −8.7 (16.3)      | −7.5 (18.5)      | −5 (23.0)        | −2.9 (26.7)      | 0.2 (32.4)       | 3.4 (38.2)       | 5.8 (42.4)       | 5.5 (41.9)       | 2.4 (36.4)       | −1.6 (29.1)      | −5.3 (22.4)      | −8.6 (16.6)      | −1.8 (28.7)      |
| 最低気温記録 °C （°F）                       | −28 (−18)        | −33 (−28)        | −23 (−10)        | −18 (0)          | −12 (10)         | −6 (21)          | −5 (23)          | −12 (10)         | −9 (16)          | −16 (4)          | −19 (−3)         | −35 (−31)        | −35 (−31)        |
| 降水量 mm （inch）                           | 135.9 (5.35)     | 134.6 (5.30)     | 112.5 (4.43)     | 49 (1.93)        | 33.8 (1.33)      | 16.8 (.66)       | 10.4 (.41)       | 13.2 (.52)       | 25.4 (1.00)      | 44.4 (1.75)      | 97.3 (3.83)      | 110.2 (4.34)     | 783.6 (30.85)    |
| 出典1：NOAA (normals, 1971-2000) August 2010 |                  |                  |                  |                  |                  |                  |                  |                  |                  |                  |                  |                  |                  |
| 出典2：The Weather Channel (Records)         |                  |                  |                  |                  |                  |                  |                  |                  |                  |                  |                  |                  |                  |

## 人口動態

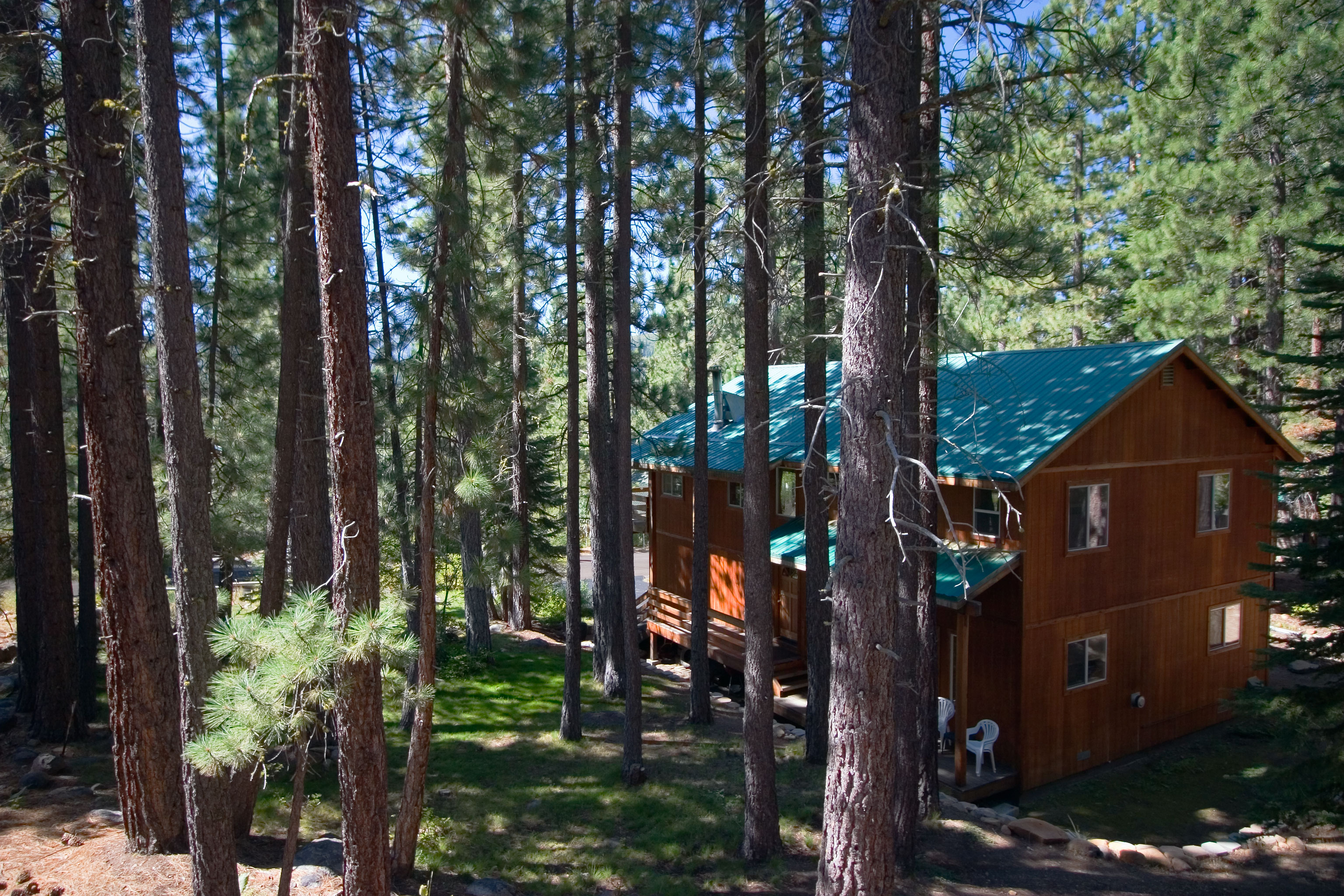
トラッキーの山小屋

以下は2008年の推計による人口統計データである。
| 基礎データ - 人口: 15,864人 - 世帯数: 5,149世帯 - 家族数: 3,563家族 - 人口密度: 164.5人/km2（426.1人/mi2） - 住居数: 9,757軒 - 住居密度: 115.8軒/km2（299.8軒/mi2） 人種別人口構成 - 白人: 88.39% - アフリカン・アメリカン: 0.25% - ネイティブ・アメリカン: 0.59% - アジア人: 0.87% - 太平洋諸島系: 0.17% - その他の人種: 7.57% - 混血: 2.16% - ヒスパニック・ラテン系: 12.79% 年齢別人口構成 - 18歳未満: 26.7% - 18-24歳: 7.0% - 25-44歳: 36.8% - 45-64歳: 24.0% - 65歳以上: 5.5% - 年齢の中央値: 35歳 - 性比（女性100人あたり男性の人口） - 総人口: 112.1 - 18歳以上: 112.0 | 世帯と家族（対世帯数） - 18歳未満の子供がいる: 37.1% - 結婚・同居している夫婦: 58.2% - 未婚・離婚・死別女性が世帯主: 6.7% - 非家族世帯: 30.8% - 単身世帯: 18.7% - 65歳以上の老人1人暮らし: 3.2% - 平均構成人数 - 世帯: 2.68人 - 家族: 3.09人 収入と家計（2007年推計） - 収入の中央値 - 世帯: 58,848米ドル - 家族: 62,746米ドル - 性別 - 男性: 38,631米ドル - 女性: 29,536 米ドル - 人口1人あたり収入: 26,786米ドル - 貧困線以下 - 対人口: 4.6% - 対家族数: 2.8% - 18歳未満: 5.3% - 65歳以上: 2.0% |

## 交通

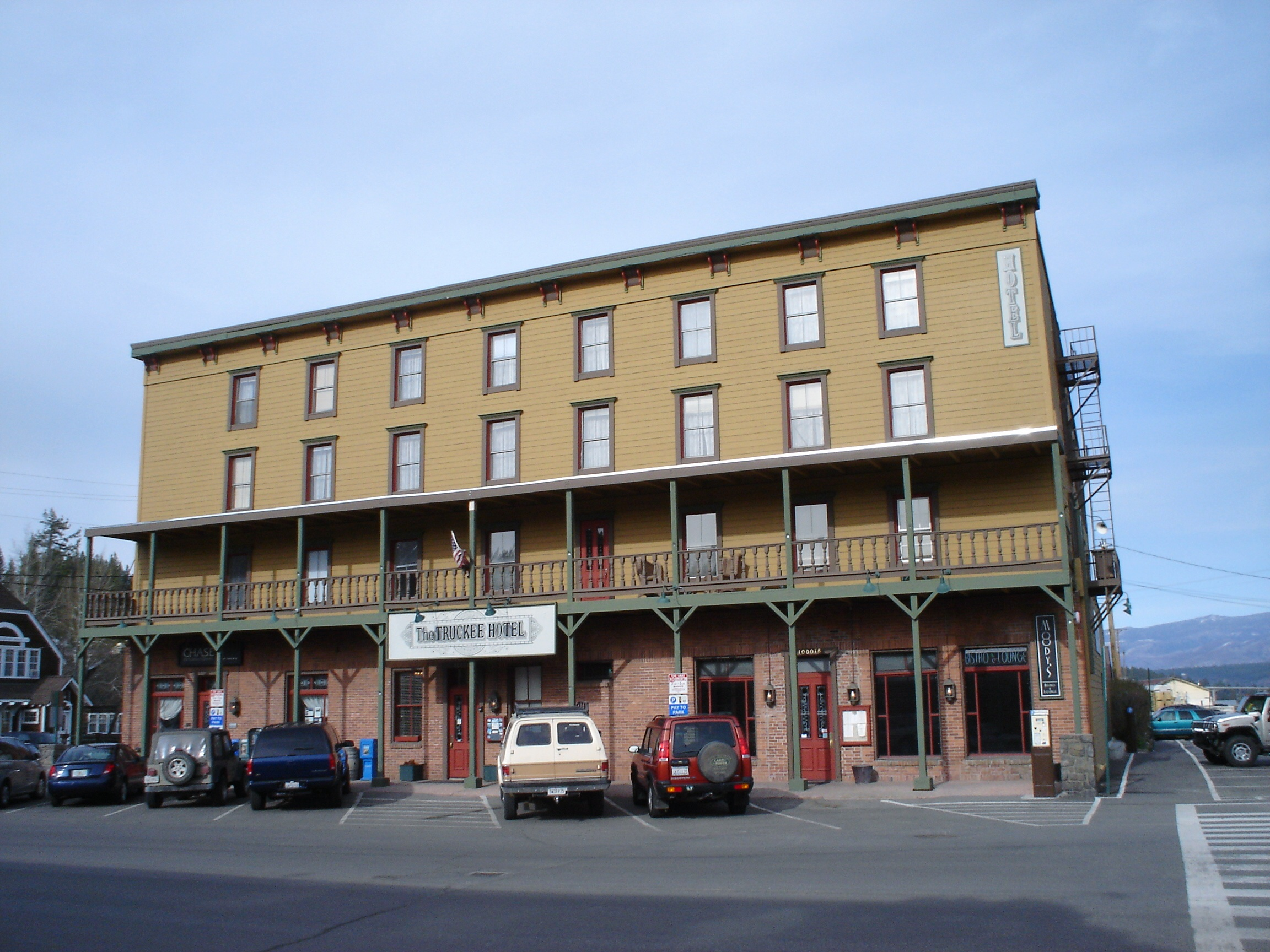
歴史あるトラッキー・ホテル（2007年）

アムトラックの列車がトラッキーの駅に停車する。その駅は歴史ある中心街にある。西行きのカリフォルニア・ゼファーはトラッキー駅を出た後、コルファックス、ローズビル、サクラメント、デイビス、マーティネズ、リッチモンドを経てエメリービルに向かう。エメリービルは湾をはさんでサンフランシスコと向かい合っている。東行きのカリフォルニア・ゼファーはトラッキー駅を出た後、リノ、ウィネマッカ、エルコ、ソルトレイクシティ、プロボ、ヘルパー、グリーンリバー、グランドジャンクション、グレンウッドスプリングス、デンバー、オマハ、ゲイルズバーグを経てシカゴのユニオン駅に向かう。サンノゼからのキャピトル・コリドーをネバダ州リノまで延伸する案も出たが、すでに線路の容量が限界に達しており実現の見込みは薄い。
州間高速道路80号線がトラッキー中心部の真北を通っている。この道路を使えばリノまで50キロメートルである。

## 政治
カリフォルニア州議会では、上院の第1および下院の第3選挙区に属している。連邦議会下院ではカリフォルニア州第4選挙区に属しており、クック投票動向指数は共和党+11である。2010年時点ですべて共和党議員が務めていたが、州上院議員は現職共和党議員が死亡したために空席である。

## 教育
トラッキーには4年制大学が無い。最も近い大型の大学はリノとサクラメントにある。2年制のシエラ・カレッジはロックリンに本部があり、トラッキーにはタホ・トラッキー・キャンパスを置いている。
タホ・トラッキー統一教育学区はトラッキーとタホ湖地域の幼稚園生から12年生までの公共教育を担当しており、9つの学校を管轄している。そのうち小学校2校、中学校1校およびトラッキー高校がトラッキーの町内にある。最近中学校が1校新設された。
シエラネバダ山脈によってトラッキーがカリフォルニア州の他地域とは孤立しているために、学校対抗運動競技では、トラッキー高校が州内の同様に孤立した4校と共にネバダ州学校対抗活動協会の中で競っている。